# Coryphantha elephantidens
Coryphantha elephantidens, conocido comúnmente como biznaga colmillos de elefante, es una especie de planta suculenta perteneciente al género Coryphantha, dentro de la familia Cactaceae. Es endémica de México.

## Descripción

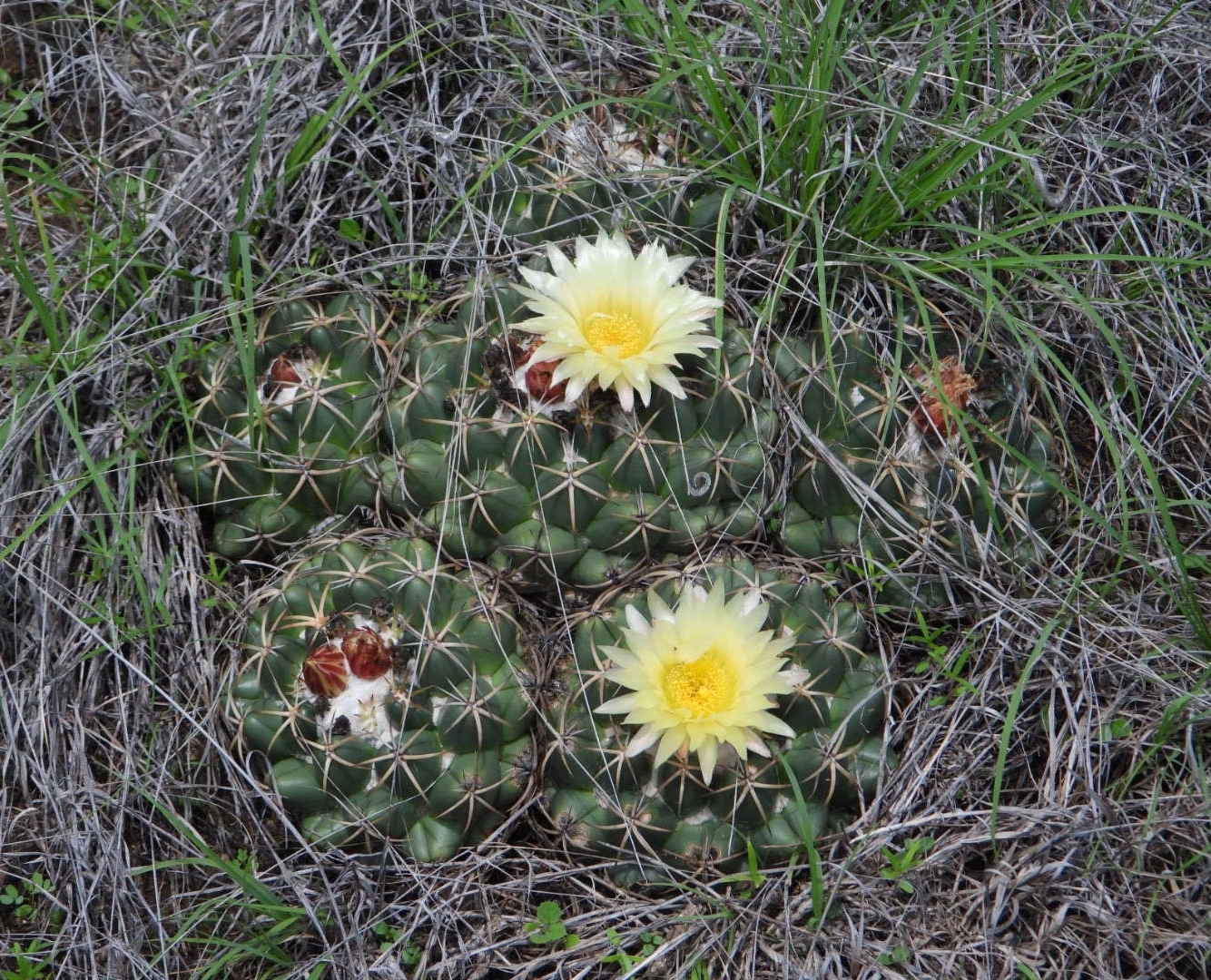
Variedad con flores amarillas

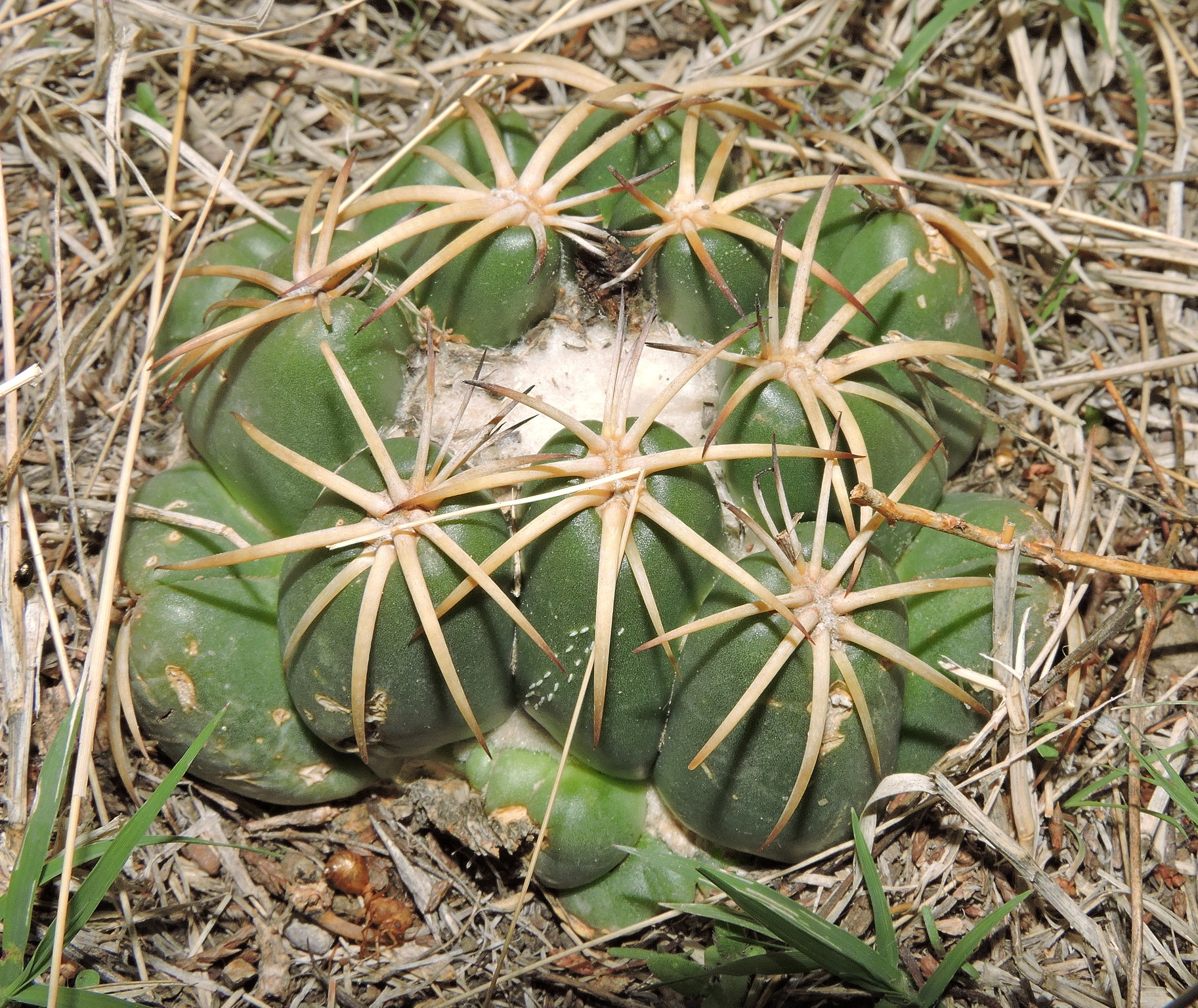
Detalle del ápice lanoso

Coryphantha elephantidens es una especie de cactus grande que aunque suele crecer de forma solitaria, a veces puede ramificarse y formar grandes grupos. Los tallos son aplanados o deprimidos y van de globosos a subglobosos, con el ápice lanoso. Tienen la epidermis que de color verde brillante y miden hasta 14 cm de alto y de 14 a 19 cm de diámetro.
Los tallos están cubiertos de tubérculos muy grandes, algo aplanados y de 2 a 5 cm de ancho en su base. Son redondeados en la parte superior y pentaédricas en la base. Están profundamente surcados, no presentan glándulas y sus axilas están densamente lanudas.
En la punta de los tubérculos se asientan areolas elípticas, las cuales, aunque inicialmente son lanosas, con la edad se vuelven desnudas. No presentan espinas centrales, pero si de 5 a 8 espinas radiales robustas, extendidas y algo desiguales. Miden de 1,8 a 2,6 cm de largo, son fuertes, subuladas y curvadas. Están adheridas al cuerpo y son de color marrón con la base amarillenta y la punta de color marrón o negro.
Las flores son grandes y de 6 a 11 cm de ancho. Son de color rosa púrpura intenso o blanco con una garganta rojiza y una franja central rojiza (raramente amarilla). La época de floración va de finales de verano a otoño. Los frutos son muy grandes, miden unos 4 cm de largo y hasta 1 cm de diámetro.

## Distribución y hábitat
El área de distribución nativa de esta especie es México y crece principalmente en biomas desérticos o de matorral seco, a elevaciones de 1100 a 2000 metros sobre el nivel del mar.

## Taxonomía
La primera descripción de esta especie fue como Mammillaria elephantidens, publicada en 1838 por el botánico alemán George Engelmann en el libro Cactearum aliquot novarum: 1.
Posteriormente, el propio George Engelmann colocó la especie en el género Coryphantha, pasando a llamarse Coryphantha elephantidens y anotando estos cambios en el libro Les Cactées 35 en el año 1868.
Etimología
- Coryphantha: nombre genérico que deriva del griego coryphe (que significa 'cima' o 'cabeza'), y anthos (que significa 'flor'), haciendo referencia a que las flores aparecen en el ápice de los tallos.
- elephantidens: epíteto específico que deriva de las palabras latinas elephantus (que significa 'elefante') y dens (que significa 'diente'), haciendo referencia a las grandes tubérculos de la especie.[6]

### Subespecies
Actualmente se distinguen tres subespecies:
| Imagen | Subespecie                                                           | Descripción                                                                 | Distribución               |
| ------ | -------------------------------------------------------------------- | --------------------------------------------------------------------------- | -------------------------- |
|        | Coryphantha elephantidens subsp. bumamma (Ehrenb.) Dicht & A.Lüthy   | Flores más pequeñas y casi amarillas.                                       | Suroeste de México         |
|        | Coryphantha elephantidens subsp. elephantidens                       | Flores grandes de color rosa a rosa púrpura o blanco (raramente amarillas). | México                     |
|        | Coryphantha elephantidens subsp. greenwoodii (Bravo) Dicht & A.Lüthy | Crece mayormente bajo el nivel del suelo.                                   | Golfo de México (Veracruz) |

Sinonimia
- Sinónimos de Coryphantha elephantidens subsp. bumamma:
  - Coryphantha bumamma (Ehrenb.) Britton & Rose, 1923
  - Mammillaria bumamma C.Ehrenb., 1849

- Sinónimos de Coryphantha elephantidens subsp. elephantidens:
  - Cactus recurvispinus (de Vriese) Kuntze, 1891
  - Cactus sulcolanatus (Lem.) Kuntze, 1891
  - Coryphantha elephantidens var. barciae L.Bremer, 1977
  - Coryphantha garessii L.Bremer, 1980
  - Coryphantha recurvispina (de Vriese) L.Bremer, 1976
  - Coryphantha sulcolanata (Lem.) Lem., 1868
  - Echinocactus sulcolanatus (Lem.) Poselg., 1853
  - Mammillaria cornimamma N.E.Br., 1887
  - Mammillaria elephantidens var. bumamma K.Schum., 1903
  - Mammillaria recurvispina de Vriese, 1839
  - Mammillaria retusa Scheidw. ex C.F.Först., 1846
  - Mammillaria sulcolanata Lem., 1838

- Sinónimos de Coryphantha elephantidens subsp. greenwoodii:
  - Coryphantha greenwoodii Bravo, 1970

## Estado de conservación

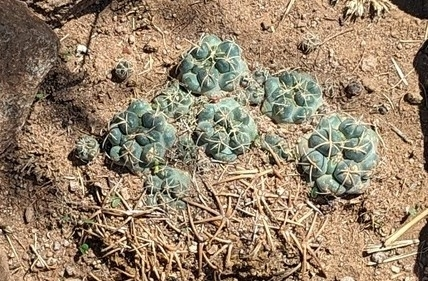
Plantas en su hábitat

En la Lista Roja de Especies Amenazadas de la UICN, la especie está clasificada como de “Preocupación Menor (LC)”.
No se conocen amenazas importantes para la conservación de esta especie, aunque algunas poblaciones se están reduciendo debido a la deforestación causada por la agricultura y la ganadería en pequeña escala.

## Usos
Se cultiva principalmente como planta ornamental y su propagación se realiza a través de semillas y vástagos basales. Necesita una temperatura media mínima de 12 °C para prosperar y Sol moderado en verano. El riego debe ser normal en verano y seco en invierno.